# FK Sloetsk
FK Sloetsk (Wit-Russisch : ФК Слуцк) is een Wit-Russische voetbalclub uit Sloetsk.
De club werd in 1998 opgericht als Sloetskoezar en speelde op regionaal niveau in de oblast Minsk. In 2008 ging de club in de Druhaja Liha spelen en in 2010 promoveerde Sloetskoezar na een tweede plaats naar de Persjaja Liga. De club nam de huidige naam aan en na tweemaal een vijfde plaats in zowel 2011 als 2012 werd FK Sloetsk in 2013 kampioen en komt in 2014 voor het eerst uit in de Vysjejsjaja Liga.